# Xylopia aromatica
Xylopia aromatica (Lam.) Mart. – gatunek rośliny z rodziny flaszowcowatych (Annonaceae Juss.). Występuje naturalnie w Ameryce Centralnej i Południowej oraz na Karaibach. 

## Rozmieszczenie geograficzne
Rośnie naturalnie między innymi na terenie Kuby, Kostaryki, Panamy, Kolumbii, Wenezueli, Gujany, Gujany Francuskiej, Brazylii, Peru, Boliwii oraz Paragwaju. W Brazylii został zaobserwowany w stanach Amazonas, Amapá, Pará, Rondônia, Roraima, Tocantins, Bahia, Maranhão, Piauí, Goiás, Mato Grosso do Sul, Mato Grosso, Minas Gerais, São Paulo i Paraná oraz w Dystrykcie Federalnym. 

## Morfologia

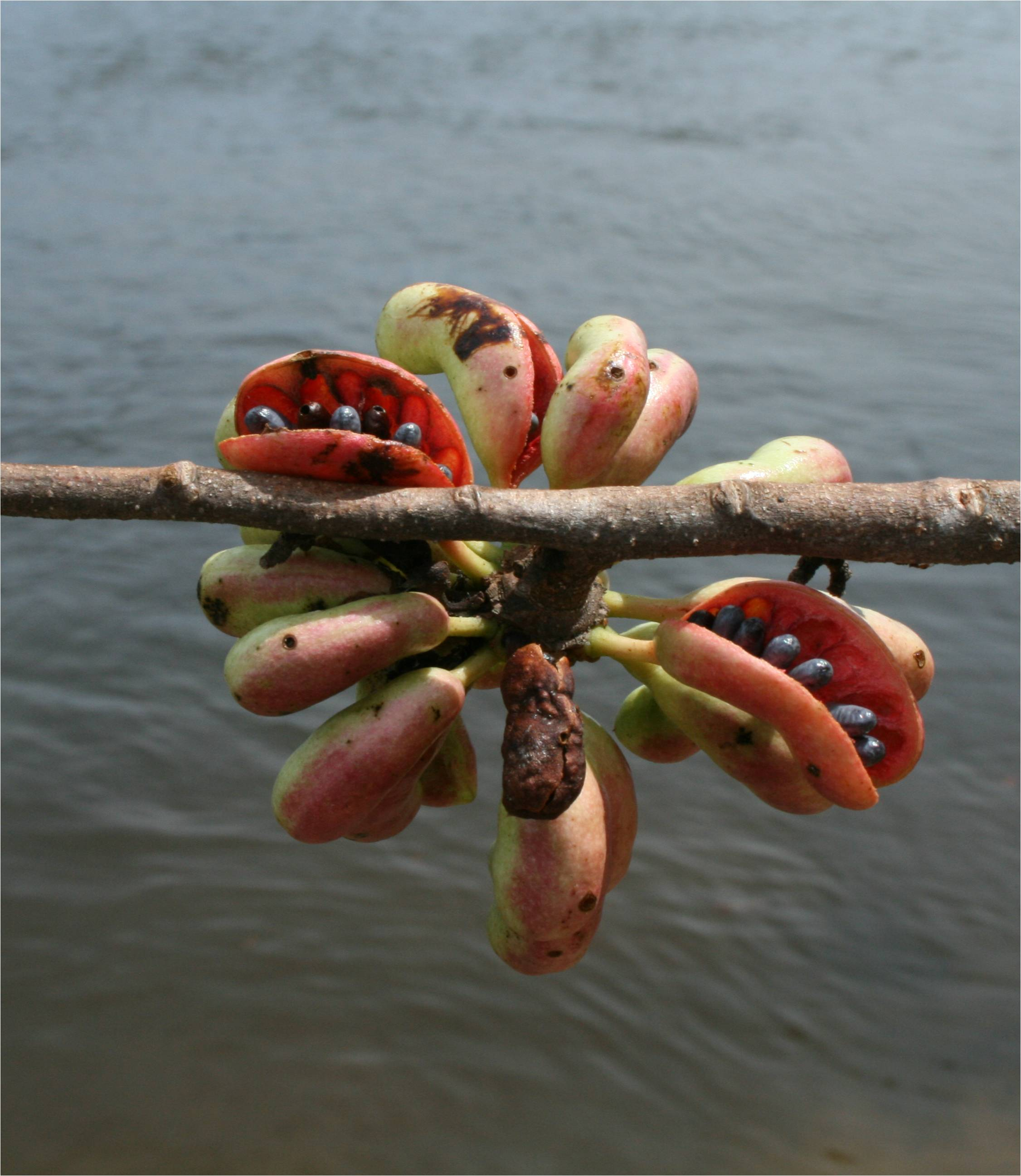
Owoce

PokrójZimozielone drzewo lub krzew dorastające do 3–16 m wysokości.
LiścieMają kształt od lancetowatego do podłużnie eliptycznego. Mierzą 8–14 cm długości oraz 2,5–4 szerokości. Są lekko owłosione od spodu. Wierzchołek jest spiczasty. Ogonek liściowy jest nagi i dorasta do 3–6 cm długości.
KwiatySą pojedyncze lub zebrane w parach. Rozwijają się w kątach pędów. Wydzielają zapach. Działki kielicha są owłosione. Mają 6 białawych płatków dorastających do 2–2,5 cm długości. Zewnętrzne płatki mają pomarańczowoczerwony odcień.
OwoceZłożone z kilku rozłupni. Skóra jest jasnozielony, a miąższ czerwony. Nasiona są czarnego koloru. Mają smak i zapach podobny do pieprzu czarnego.

## Biologia i ekologia
Rośnie w wiecznie zielonych lasach, lasach liściastych oraz na sawannach. Występuje na wysokości do 600 m n.p.m. Liście tego gatunku są uszkadzane przez larwy gatunku Stenoma scitiorella z rodziny Agonoxenidae.

## Zastosowanie
Gatunek ma zastosowanie w celach leczniczych. Jest również zalecany do odzyskania terenów zdegradowanych. W kuchni nasiona są używane jako substytut pieprzu czarnego.